# Батлер, Джин
Джин Ба́тлер — ирландская танцовщица и киноактриса. Сестра танцовщицы Кары Батлер, выступающей с фолк-группой The Chieftains.

## Биография
Родилась 14 марта 1971 г. в Минеоле (штат Нью-Йорк, США).
Когда Джин было 4 года, её мать, родом из Ирландии, начала учить её ирландским танцам. Позднее она занималась с педагогом Donny Golden. Также занималась балетом и американским степом, но основной упор делался на ирландский степ. Джин выигрывала региональные и национальные турниры, занимала хорошие места на мировых соревнованиях. Выступала с группами Green Fields of America и Cherish the Ladies. В возрасте 17 лет дебютировала на сцене Карнеги-холла в концерте группы The Chieftains, после чего приняла участие в их туре по трём континентам.
В Великобритании Джин познакомилась с ирландским танцором Колином Данном, они вместе выступили на Mayo 5000.
В 1994 по приглашению продюсера Мойи Доэрти, Джин приняла участие в семиминутном номере Riverdance, поставленном ею совместно с танцовщиком Майклом Флетли для антракта конкурса «Евровидение». Успех танца был настолько велик, что возникла идея развить его в полноценное шоу. Премьера состоялась в 1995 году. Поначалу Батлер солировала вместе с Флетли, после его ухода из шоу её партнёром стал Колин Данн.
После нескольких лет успешной работы в Riverdance, Батлер и Данн покинули это шоу и организовали новое, Dancing on Dangerous Ground. Шоу, в основе которого лежала старинная ирландская легенда, было успешно показано в Лондоне, а затем в Нью-Йорке.
Также Батлер снялась в нескольких фильмах: The Brylcreem Boys, «Воспоминания золотой рыбки», The Revengers Tragedy и Old Friends.
Окончила Бирмингемский университет, получив диплом с отличием по специальности «Театр и драма».
В 2001 она вышла замуж за ирландского дизайнера Cuan Hanley.
В 2001—2003 годах она была приглашённой артисткой Ирландского музыкального центра Лимерикского университета.
В 2005 она выпустила DVD-курс Irish Dance Masterclass With Jean Butler («Мастер-классы ирландского танца с Джин Батлер»).
12 апреля 2007 года выпустила премьеру Does She Take Sugar? в Project Arts Centre в Дублине. Является одной из судей в телевизионном шоу Celebrity Jigs 'n' Reels на канале Radio Telefís Éireann.

## Признание и награды
В апреле 1999 года получила Irish Post Award за «выдающиеся достижения в ирландских танцах».